# 古墓奇兵：重返禁地
《古墓奇兵：重返禁地》是古墓奇兵系列的第七套作品與第八套作品之間的紀念性作品，也是1996年推出的第一代古墓奇兵的完全重製版本，遊戲改用前作《古墓奇兵：不死傳奇》使用的遊戲引擎，並收錄全部在第一代作品中出現的關卡。
遊戲由Crystal Dynamics及Buzz Monkey Software共同開發，設Windows、Xbox 360、PlayStation 2、PSP及任天堂Wii版本。其中PS2及Windows版分別於2007年6月1日及6月5日開始在歐洲及北美地區發售，8月9日及10月26日發售PSP歐版及美版，至12月7日於歐洲發行Wii版。

## 劇情
遊戲主線劇情與1996年的系列首作大體上相同，惟製作方Crystal Dynamics為連接尋母三部曲故事內容，在遊戲部分片段中加入了對蘿拉身世與蘿拉父母的描述。